# Schmuckkitta
Der Schmuckkitta (Urocissa ornata)  ist eine auf Sri Lanka endemische Vogelart aus der Familie der Rabenvögel.

## Beschreibung
Die Körperlänge des Schmuckkittas beträgt 42 bis 47 cm. Charakteristisch sind der lange, blaugefärbte Schwanz und die roten Augenringe. Kopf, Hals und Flügel sind braun, Körper und Brust blau, der Schnabel rot gefärbt.

## Vorkommen
Der Schmuckkitta kommt ausschließlich in den Wäldern von Sri Lanka vor. Er ist innerhalb seines Verbreitungsgebiets relativ häufig anzutreffen wird aber von der Weltnaturschutzunion IUCN als „gefährdet (VU)“ eingestuft, da sein Lebensraum mehr und mehr zerstört und fragmentiert wird.

## Verhalten
Die Nahrung des Schmuckkittas besteht aus Insekten und anderen Wirbellosen, kleinen Wirbeltieren, sowie Früchten und Beeren. Diese Art ist an die Jagd im dichten Blätterdach angepasst, wo sie sehr aktiv und flink ist.